# Mundial de Clubes FIFA de 2025 – Grupo E
O grupo E do Mundial de Clubes FIFA de 2025 ocorreu entre 17 e 25 de junho de 2025. O grupo foi formado por Internazionale, Monterrey, River Plate, Urawa Red Diamonds, com as duas primeiras equipes avançando para as oitavas de final, respectivamente.

## Equipes
| Inscrição | Equipe             | Confederação | Método de qualificação                           | Data de qualificação   |                      |             |          |                                     |                    |
| --------- | ------------------ | ------------ | ------------------------------------------------ | ---------------------- | -------------------- | ----------- | -------- | ----------------------------------- | ------------------ |
| Inscrição | Equipe             | Confederação | Método de qualificação                           | Data de qualificação   | A1 (cabeça-de-chave) | River Plate | CONMEBOL | Classificação de 4 anos da CONMEBOL | 14 de maio de 2024 |
| A2        | Urawa Red Diamonds | AFC          | Campeão da Liga dos Campeões da AFC de 2022      | 6 de maio 2023         |                      |             |          |                                     |                    |
| A3        | Monterrey          | CONCACAF     | Campeão da Liga dos Campeões da CONCACAF de 2021 | 14 de março de 2023    |                      |             |          |                                     |                    |
| A4        | Internazionale     | UEFA         | Classificação de 4 anos da UEFA                  | 17 de dezembro de 2023 |                      |             |          |                                     |                    |

## Encontros anteriores
- River Plate x Urawa Red Diamonds: nenhum
- Monterrey x Internazionale: nenhum
- River Plate x  Monterrey:
  - 2023, amistoso, River Plate 1–0  Monterrey
  - 2024, amistoso, River Plate 1–1  Monterrey
- Internazionale x Urawa Red Diamonds:
  - 1981, jogo pela Copa Kirin, Internazionale 1–0 Urawa Red Diamonds
- Internazionale x River Plate: nenhum
- Urawa Red Diamonds x  Monterrey: nenhum

## Classificação
| Pos | Equipe             | Pts | J | V | E | D | GP | GC | SG | Classificação ou descenso |
| --- | ------------------ | --- | - | - | - | - | -- | -- | -- | ------------------------- |
| 1   | Internazionale     | 7   | 3 | 2 | 1 | 0 | 5  | 2  | +3 | Oitavas de final          |
| 2   | Monterrey          | 5   | 3 | 1 | 2 | 0 | 5  | 1  | +4 | Oitavas de final          |
| 3   | River Plate        | 4   | 3 | 1 | 1 | 1 | 3  | 3  | 0  |                           |
| 4   | Urawa Red Diamonds | 0   | 3 | 0 | 0 | 3 | 2  | 9  | −7 |                           |

## Partidas
Todas as partidas seguem o fuso horário UTC−7.

### River Plate x Urawa Red Diamonds
| 17 de junho   | River Plate                          | 3 – 1            | Urawa Red Diamonds | Lumen Field, Seattle                      |
| 12:00 (UTC−7) | Colidio 12' · Driussi 48' · Meza 73' | Relatório (FIFA) | Matsuo 58' (pen)   | Público: 11 974 Árbitro: GER Felix Zwayer |

| River Plate | Urawa Red Diamonds |

| G                | 1  | Franco Armani         |       |     |
| LD               | 4  | Gonzalo Montiel       |       |     |
| Z                | 6  | Germán Pezzella       | 59'   |     |
| Z                | 28 | Lucas Martínez Quarta |       |     |
| LE               | 21 | Marcos Acuña          | 58'   | 88' |
| M                | 24 | Enzo Pérez            | 24'   | 46' |
| M                | 26 | Ignacio Fernández     |       | 46' |
| M                | 22 | Kevin Castaño         |       |     |
| A                | 30 | Franco Mastantuono    |       |     |
| A                | 15 | Sebastián Driussi     |       | 50' |
| A                | 11 | Facundo Colidio       |       | 74' |
| Substituições:   |    |                       |       |     |
| M                | 34 | Giuliano Galoppo      | 90+2' | 46' |
| M                | 8  | Maximiliano Meza      |       | 46' |
| A                | 9  | Miguel Borja          |       | 50' |
| M                | 18 | Pity Martínez         |       | 74' |
| LE               | 20 | Milton Casco          |       | 88' |
| Técnico:         |    |                       |       |     |
| Marcelo Gallardo |    |                       |       |     |

| G              | 1  | Shūsaku Nishikawa |     |     |
| LD             | 4  | Hirokazu Ishihara |     |     |
| Z              | 3  | Danilo Boza       |     |     |
| Z              | 5  | Marius Høibråten  |     |     |
| LE             | 88 | Yōichi Naganuma   |     | 80' |
| M              | 25 | Kaito Yasui       |     | 80' |
| M              | 11 | Samuel Gustafson  | 34' | 87' |
| M              | 77 | Takurō Kaneko     |     | 71' |
| M              | 13 | Ryōma Watanabe    | 87' |     |
| M              | 8  | Matheus Sávio     |     | 71' |
| A              | 24 | Yūsuke Matsuo     |     |     |
| Substituições: |    |                   |     |     |
| A              | 12 | Thiago Santana    |     | 71' |
| M              | 14 | Takahiro Sekine   |     | 71' |
| A              | 6  | Taishi Matsumoto  |     | 80' |
| Z              | 26 | Takuya Ogiwara    |     | 80' |
| A              | 9  | Genki Haraguchi   |     | 87' |
| Técnico:       |    |                   |     |     |
| Maciej Skorża  |    |                   |     |     |

| Homem do Jogo: Facundo Colidio Bandeirinhas: Robert Kempter Christian Dietz Quarto árbitro: Campbell-Kirk Kawana-Waugh Árbitro assistente de vídeo: Bastian Dankert Árbitros assistentes de árbitro de vídeo: Ivan Bebek Hamza Al-Fariq |

### Monterrey x Internazionale
| 17 de junho   | Monterrey | 1 – 1            | Internazionale  | Rose Bowl, Pasadena                                 |
| 18:00 (UTC−7) | Ramos 25' | Relatório (FIFA) | L. Martínez 42' | Público: 40 311 Árbitro: BRA Wilton Pereira Sampaio |

| Monterrey | Internazionale |

| G               | 1  | Esteban Andrada  |     |     |
| Z               | 33 | Stefan Medina    |     |     |
| Z               | 93 | Sergio Ramos     |     |     |
| Z               | 4  | Víctor Guzmán    |     |     |
| M               | 10 | Sergio Canales   |     | 89' |
| M               | 30 | Jorge Rodríguez  | 45' |     |
| M               | 8  | Óliver Torres    |     | 58' |
| M               | 2  | Ricardo Chávez   |     | 58' |
| M               | 3  | Gerardo Arteaga  |     |     |
| A               | 7  | Germán Berterame |     | 78' |
| A               | 29 | Lucas Ocampos    |     | 89' |
| Substituições:  |    |                  |     |     |
| Z               | 14 | Érick Aguirre    |     | 58' |
| M               | 6  | Nelson Deossa    |     | 58' |
| M               | 5  | Fidel Ambríz     |     | 78' |
| A               | 16 | Johan Rojas      |     | 89' |
| M               | 19 | Jordi Cortizo    |     | 89' |
| Treinador:      |    |                  |     |     |
| Domènec Torrent |    |                  |     |     |

| G              | 1  | Yann Sommer         |       |     |
| Z              | 28 | Benjamin Pavard     |       | 58' |
| Z              | 15 | Francesco Acerbi    |       |     |
| Z              | 95 | Alessandro Bastoni  |       |     |
| M              | 23 | Nicolò Barella      | 88'   |     |
| M              | 21 | Kristjan Asllani    | 61'   | 68' |
| M              | 22 | Henrikh Mkhitaryan  |       | 78' |
| M              | 36 | Matteo Darmian      |       |     |
| M              | 30 | Carlos Augusto      |       | 68' |
| A              | 10 | Lautaro Martínez    | 90+5' |     |
| A              | 70 | Sebastiano Esposito |       | 58' |
| Substituições: |    |                     |       |     |
| M              | 11 | Luis Henrique       |       | 58' |
| A              | 9  | Marcus Thuram       |       | 58' |
| M              | 8  | Petar Sučić         |       | 68' |
| LE             | 32 | Federico Dimarco    |       | 68' |
| A              | 59 | Nicola Zalewski     |       | 78' |
| Treinador:     |    |                     |       |     |
| Cristian Chivu |    |                     |       |     |

| Homem do Jogo: Sergio Ramos Bandeirinhas: Bruno Boschilia Bruno Pires Quarto árbitro: Gustavo Tejera Árbitro assistente de vídeo: Nicolás Gallo Árbitros assistentes de árbitro de vídeo: Juan Lara Alejandro Hernández Hernández |

### Internazionale x Urawa Red Diamonds
| 21 de junho   | Internazionale                  | 2 – 1            | Urawa Red Diamonds | Lumen Field, Seattle                      |
| 12:00 (UTC−7) | L. Martínez 78' · Carboni 90+2' | Relatório (FIFA) | Watanabe 11'       | Público: 25 090 Árbitro: MTN Dahane Beida |

| Internazionale | Urawa Red Diamonds |

| G              | 1  | Yann Sommer            |  |     |
| Z              | 36 | Matteo Darmian         |  |     |
| Z              | 6  | Stefan de Vrij         |  |     |
| Z              | 30 | Carlos Augusto         |  |     |
| M              | 11 | Luis Henrique          |  | 85' |
| M              | 21 | Kristjan Asllani       |  | 72' |
| M              | 23 | Nicolò Barella         |  |     |
| M              | 32 | Federico Dimarco       |  | 72' |
| A              | 70 | Sebastiano Esposito    |  | 46' |
| A              | 10 | Lautaro Martínez       |  |     |
| A              | 59 | Nicola Zalewski        |  | 46' |
| Substituições: |    |                        |  |     |
| M              | 22 | Henrikh Mkhitaryan     |  | 46' |
| A              | 94 | Francesco Pio Esposito |  | 46' |
| A              | 45 | Valentín Carboni       |  | 72' |
| Z              | 95 | Alessandro Bastoni     |  | 72' |
| M              | 8  | Petar Sučić            |  | 85' |
| Treinador:     |    |                        |  |     |
| Cristian Chivu |    |                        |  |     |

| G              | 1  | Shūsaku Nishikawa | 61' |     |
| LD             | 4  | Hirokazu Ishihara |     |     |
| Z              | 3  | Danilo Boza       |     |     |
| Z              | 5  | Marius Høibråten  |     |     |
| LE             | 88 | Yōichi Naganuma   |     | 87' |
| M              | 25 | Kaito Yasui       |     |     |
| M              | 11 | Samuel Gustafson  |     | 87' |
| M              | 77 | Takurō Kaneko     |     | 66' |
| M              | 8  | Matheus Sávio     |     | 79' |
| M              | 13 | Ryōma Watanabe    |     |     |
| A              | 24 | Yūsuke Matsuo     |     | 79' |
| Substituições: |    |                   |     |     |
| M              | 14 | Takahiro Sekine   | 67' | 66' |
| M              | 6  | Taishi Matsumoto  |     | 79' |
| A              | 12 | Thiago Santana    | 80' | 79' |
| M              | 9  | Genki Haraguchi   |     | 87' |
| Z              | 26 | Takuya Ogiwara    |     | 87' |
| Treinador:     |    |                   |     |     |
| Maciej Skorża  |    |                   |     |     |

| Homem do Jogo: Ryōma Watanabe Bandeirinhas: Jerson Emiliano dos Santos Stephen Yiembe Quarto árbitro: Campbell-Kirk Kawana-Waugh Árbitro assistente de vídeo: Hamza Al-Fariq Árbitros assistentes de árbitro de vídeo Juan Soto Bastian Dankert |

### River Plate x  Monterrey
| 21 de junho   | River Plate | 0 – 0            | Monterrey | Rose Bowl, Pasadena                        |
| 18:00 (UTC−7) |             | Relatório (FIFA) |           | Público: 57 393 Árbitro: SVN Slavko Vinčić |

| River Plate | Monterrey |

| G                | 1  | Franco Armani         |            |     |
| LD               | 4  | Gonzalo Montiel       |            |     |
| Z                | 28 | Lucas Martínez Quarta |            |     |
| Z                | 17 | Paulo Díaz            |            |     |
| LE               | 21 | Marcos Acuña          |            |     |
| M                | 24 | Enzo Pérez            | 17'        | 84' |
| M                | 22 | Kevin Castaño         | 28', 90+1' |     |
| M                | 34 | Giuliano Galoppo      | 56'        | 71' |
| A                | 30 | Franco Mastantuono    |            | 84' |
| A                | 11 | Facundo Colidio       |            |     |
| A                | 8  | Maximiliano Meza      | 63'        | 71' |
| Substituições:   |    |                       |            |     |
| M                | 26 | Ignacio Fernández     |            | 71' |
| A                | 9  | Miguel Borja          |            | 71' |
| M                | 18 | Pity Martínez         |            | 84' |
| M                | 5  | Matías Kranevitter    |            | 84' |
| Treinador:       |    |                       |            |     |
| Marcelo Gallardo |    |                       |            |     |

| G               | 1  | Esteban Andrada     |       |     |
| LD              | 14 | Érick Aguirre       | 90'   |     |
| Z               | 33 | Stefan Medina       | 66'   |     |
| Z               | 93 | Sergio Ramos        |       |     |
| LE              | 3  | Gerardo Arteaga     |       |     |
| M               | 30 | Jorge Rodríguez     | 19'   | 79' |
| M               | 6  | Nelson Deossa       |       |     |
| M               | 10 | Sergio Canales      |       | 87' |
| A               | 7  | Germán Berterame    |       | 64' |
| A               | 17 | Jesús Manuel Corona |       | 64' |
| A               | 29 | Lucas Ocampos       |       | 64' |
| Substituições:  |    |                     |       |     |
| A               | 31 | Roberto de la Rosa  |       | 64' |
| M               | 5  | Fidel Ambriz        | 90+2' | 64' |
| A               | 16 | Johan Rojas         |       | 64' |
| Z               | 4  | Victor Guzmán       |       | 79' |
| A               | 11 | Alfonso Alvarado    | 90'   | 88' |
| Treinador:      |    |                     |       |     |
| Domènec Torrent |    |                     |       |     |

| Homem do Jogo: Franco Mastantuono Bandeirinhas: Tomaž Klančnik Andraž Kovačič Quarto árbitro: Gustavo Tejera Árbitro assistente de vídeo: Carlos del Cerro Grande Árbitros assistentes de árbitro de vídeo Jérôme Brisard Rob Dieperink |

### Internazionale x River Plate
| 25 de junho   | Internazionale               | 2 – 0            | River Plate | Lumen Field, Seattle                         |
| 18:00 (UTC−7) | Esposito 72' · Bastoni 90+3' | Relatório (FIFA) |             | Público: 45 135 Árbitro: UZB Ilgiz Tantashev |

| Internazionale | River Plate |

| G              | 1  | Yann Sommer            |       |     |
| Z              | 36 | Matteo Darmian         |       | 83' |
| Z              | 15 | Francesco Acerbi       |       |     |
| Z              | 95 | Alessandro Bastoni     | 30'   |     |
| M              | 2  | Denzel Dumfries        | 90+4' |     |
| M              | 23 | Nicolò Barella         |       | 62' |
| M              | 21 | Kristjan Asllani       |       |     |
| M              | 22 | Henrikh Mkhitaryan     |       |     |
| M              | 32 | Federico Dimarco       |       | 62' |
| A              | 10 | Lautaro Martínez       |       | 73' |
| A              | 94 | Francesco Pio Esposito |       | 83' |
| Substituições: |    |                        |       |     |
| M              | 30 | Carlos Augusto         | 77'   | 62' |
| M              | 8  | Petar Sučić            |       | 62' |
| A              | 45 | Valentín Carboni       |       | 73' |
| A              | 70 | Sebastiano Esposito    | 85'   | 83' |
| Z              | 6  | Stefan de Vrij         |       | 83' |
| Treinador:     |    |                        |       |     |
| Cristian Chivu |    |                        |       |     |

| G                | 1  | Franco Armani         |            |     |
| LD               | 4  | Gonzalo Montiel       | 22', 90+5' |     |
| Z                | 28 | Lucas Martínez Quarta | 65'        |     |
| Z                | 17 | Paulo Díaz            | 88'        |     |
| LE               | 21 | Marcos Acuña          |            |     |
| M                | 5  | Matías Kranevitter    |            | 61' |
| M                | 8  | Maximiliano Meza      |            | 55' |
| M                | 29 | Rodrigo Aliendro      |            | 61' |
| A                | 30 | Franco Mastantuono    |            |     |
| A                | 9  | Miguel Borja          |            |     |
| A                | 11 | Facundo Colidio       |            | 68' |
| Substituições:   |    |                       |            |     |
| M                | 26 | Ignacio Fernández     |            | 55' |
| M                | 35 | Giorgio Costantini    |            | 61' |
| M                | 10 | Manuel Lanzini        | 77'        | 61' |
| Z                | 6  | Germán Pezzella       |            | 68' |
| Treinador:       |    |                       |            |     |
| Marcelo Gallardo |    |                       |            |     |

| Homem do Jogo: Francesco Pio Esposito Bandeirinhas: Andrey Tsapenko Timur Gaynullin Quarto árbitro: Campbell-Kirk Kawana-Waugh Árbitro assistente de vídeo: Khamis Al-Marri Árbitros assistentes de árbitro de vídeo: Shaun Evans Tatiana Guzmán |

### Urawa Red Diamonds x  Monterrey
| 25 de junho   | Urawa Red Diamonds | 0 – 4            | Monterrey                                      | Rose Bowl, Pasadena                       |
| 18:00 (UTC−7) |                    | Relatório (FIFA) | Deossa 30' · Berterame 34', 90+7' · Corona 38' | Público: 14 312 Árbitro: GER Felix Zwayer |

| Urawa Red Diamonds | Monterrey |

| G              | 1  | Shūsaku Nishikawa |  |     |
| LD             | 14 | Takahiro Sekine   |  | 68' |
| Z              | 3  | Danilo Boza       |  |     |
| Z              | 5  | Marius Høibråten  |  |     |
| LE             | 88 | Yōichi Naganuma   |  |     |
| M              | 25 | Kaito Yasui       |  | 81' |
| M              | 11 | Samuel Gustafson  |  | 46' |
| A              | 77 | Takurō Kaneko     |  | 46' |
| M              | 13 | Ryōma Watanabe    |  |     |
| A              | 8  | Matheus Sávio     |  | 70' |
| A              | 24 | Yūsuke Matsuo     |  |     |
| Substituições: |    |                   |  |     |
| A              | 12 | Thiago Santana    |  | 46' |
| M              | 6  | Taishi Matsumoto  |  | 46' |
| Z              | 26 | Takuya Ogiwara    |  | 68' |
| M              | 21 | Tomoaki Ōkubo     |  | 70' |
| A              | 41 | Rio Nitta         |  | 81' |
| Treinador:     |    |                   |  |     |
| Maciej Skorża  |    |                   |  |     |

| G               | 1  | Esteban Andrada     |  |     |
| LD              | 2  | Ricardo Chávez      |  |     |
| Z               | 33 | Stefan Medina       |  | 85' |
| Z               | 93 | Sergio Ramos        |  |     |
| LE              | 21 | Luis Reyes          |  | 65' |
| M               | 5  | Fidel Ambríz        |  | 84' |
| M               | 6  | Nelson Deossa       |  |     |
| M               | 8  | Óliver Torres       |  |     |
| M               | 17 | Jesús Manuel Corona |  | 65' |
| A               | 7  | Germán Berterame    |  |     |
| A               | 11 | Alfonso Alvarado    |  | 65' |
| Substituições:  |    |                     |  |     |
| A               | 31 | Roberto de la Rosa  |  | 65' |
| Z               | 3  | Gerardo Arteaga     |  | 65' |
| M               | 37 | Iker Fimbres        |  | 65' |
| M               | 19 | Jordi Cortizo       |  | 84' |
| Z               | 4  | Víctor Guzmán       |  | 85' |
| Treinador:      |    |                     |  |     |
| Domènec Torrent |    |                     |  |     |

| Homem do Jogo: Germán Berterame Bandeirinhas: Robert Kempter Christian Dietz Quarto árbitro: Gustavo Tejera Árbitro assistente de vídeo: Bastian Dankert Árbitros assistentes de árbitro de vídeo: Bram Van Driessche Mohammed Obaid Khadim |

## Disciplina
Os pontos de fair play serão usados como critério de desempate se os registros gerais e de confronto direto das equipes estiverem empatados. Estes são calculados com base nos cartões amarelos e vermelhos recebidos em todas as partidas do grupo da seguinte forma:
- primeiro cartão amarelo: menos 1 ponto
- cartão vermelho indireto (segundo cartão amarelo): menos 3 pontos
- cartão vermelho direto: menos 4 pontos
- cartão amarelo e cartão vermelho direto: menos 5 pontos

Apenas uma das deduções acima pode ser aplicada a um jogador em uma única partida.
| Time               | Jogo 1                        | Jogo 1                            | Jogo 1  | Jogo 1               | Jogo 2                        | Jogo 2                            | Jogo 2  | Jogo 2               | Jogo 3                        | Jogo 3                            | Jogo 3  | Jogo 3               | Pontos |
| Time               | Penalizado com cartão amarelo | Penalizado · Penalizado · Expulso | Expulso | Penalizado · Expulso | Penalizado com cartão amarelo | Penalizado · Penalizado · Expulso | Expulso | Penalizado · Expulso | Penalizado com cartão amarelo | Penalizado · Penalizado · Expulso | Expulso | Penalizado · Expulso | Pontos |
| ------------------ | ----------------------------- | --------------------------------- | ------- | -------------------- | ----------------------------- | --------------------------------- | ------- | -------------------- | ----------------------------- | --------------------------------- | ------- | -------------------- | ------ |
| River Plate        | 4                             |                                   |         |                      | 3                             | 1                                 |         |                      | 3                             | 1                                 | 1       |                      | -20    |
| Urawa Red Diamonds | 2                             |                                   |         |                      | 3                             |                                   |         |                      |                               |                                   |         |                      | -5     |
| Monterrey          | 1                             |                                   |         |                      | 5                             |                                   |         |                      |                               |                                   |         |                      | -6     |
| Internazionale     | 3                             |                                   |         |                      |                               |                                   |         |                      | 4                             |                                   |         |                      | -7     |